# Triple H
Paul Michael Levesque (født 27. juli 1969), bedre kendt som HHH eller Triple H, er en amerikansk professionel wrestler i World Wrestling Entertainment (WWE), og som også er chefrådgiver for WWE's ejer, Vince McMahon, der også er hans svigerfar. WWE anerkender ham som en 14-dobbelt verdensmester, hvilket kun er overgået af Ric Flair og John Cena. Navnet Triple H (HHH) er en forkortelse af hans tidligere ringnavn, Hunter Hearst Helmsley.
Inden Levesque kom til WWE, wrestlede han i World Championship Wrestling (WCW) fra 1994 til 1995 under ringnavnet Terra Ryzing og senere Jean-Paul Lévesque. Levesque kom til World Wrestling Federation (WWF) i 1995 under ringnavnet Hunter Hearst Helmsley, hvor hans gimmick var en rig snob i stil med hans gimmick fra WCW. Han ændrede dog sit image og gimmick og blev medlem af heel-gruppen D-Generation X (DX) sammen med bl.a. Shawn Michaels under ringnavnet Triple H. Efter opløsningen af DX blev Triple H én af WWF's største stjerner og nåede at vinde VM-titlen i organisationen 13 gange i karrieren. Som en del af en storyline blev han gift med Stephanie McMahon, datter af WWE's ejer, Vince McMahon, og parret blev gift i virkeligheden senere. I 2003 dannede han en ny heel-gruppe, Evolution, bl.a. med Ric Flair.
I karrieren har Triple H vundet WWE Championship otte gange og WWE World Heavyweight Championship fem gange. Derudover har han også vundet King of the Ring-turneringen i 1997 og Royal Rumble i 2002.

## Wrestlingkarriere

### World Championship Wrestling (1994-1995)
I starten af 1994 skrev Paul Levesque en et-årig kontrakt med World Championship Wrestling (WCW), verdens andenstørste wrestlingorganisation. I sin første kamp på tv under ringnavnet Terry Risin' besejrede han Keith Cole. Senere blev hans ringnavn ændret til Terry Rizing, og det brugte han indtil midten af 1994, hvor han fik et nyt navn, Jean-Paul Lévesque. Under sit nye, franskinspirede ringnavn begyndte han også at bruge The Pedigree, et greb, han lige siden har afgjort sine kampe med.
Ved WCW's Starrcade i december 1994, årets største pay-per-view-show, blev Lévesque besejret af Alex Wright. I starten af 1995 dannede han et tagteam med Lord Steven Regal, men allerede i januar 1995 forlod han WCW, da han ikke kunne få lov at etablere sig i WCW som single-wrestler.

### World Wrestling Federation/Entertainment (1995-nu)

#### The Connecticut Blueblood (1995-1997)
Levesque fortsatte sin snobbede gimmick fra WCW i World Wrestling Federation (WWF), hvor han debuterede i april 1995 under ringnavnet Hunter Hearst Helmsley. Selv om han var højt prioriteret af WWF, opnåede Levesque ikke meget succes. Ved WWF's WrestleMania 12 i foråret 1996 blev Helmsley fuldstændig kørt over af den tidligere verdensmester The Ultimate Warrior, der gjorde sit comeback efter fire års pause. Herefter indledte Helmsley en fejde med Marc Mero, der tidligere havde wrestlet i WCW som Johnny B. Badd.
Under en kamp mod Marty Garner kom Levesque uheldigvis til at skade ham alvorligt, da han udførte The Pedigree på ham. Garner sagsøgte WWF, men det fandt en løsning uden for retssalen.
Backstage var Levesque kendt som et medlem af vennegruppen The Kliq, der bestod af wrestlerne Shawn Michaels, Kevin Nash, Sean Waltman og Scott Hall. Det var berygtet for at have stor indflydelse på WWF-ejer Vince McMahon og WWF's kreative forfatterhold. Det rygtes, at det var planlagt, at Levesque skulle have vundet King of the Ring-turneringen i 1996, men på grund af en episode i Madison Square Garden, hvor The Kliq gik ud over deres roller på tv og offentlig viste, at de var venner (selv om de på tv var fjender), førte formentlig til, at Steve Austin blev udnævnt som den næste vinder af den prestigefyldte turnering af WWF's forfatterhold.
Levesque opnåede dog succes i WWF efterfølgende. I oktober 1996 vandt han WWF Intercontinental Championship ved at besejre Marc Mero. Fire måneder senere tabte han titlen til Rocky Maivia (The Rock). Ved WrestleMania 13 besejrede han Goldust.

#### D-Generation X (1997-1999)
WWF's tro på, at Helmsley kunne blive en stor stjerne i organisation fortsatte i 1997, hvor han vandt King of the Ring-turneringen. Senere samme dannede han gruppen D-Generation X med Shawn Michaels, sin bodyguard Chyna og Rick Rude. Gruppen fejdede med Bret Hart. Skabelsen af den kække og provokerende heel-gruppe førte til, at Helmsley droppede sin gimmick som britisk snob, og han skiftede samtidig også ringnavn til Triple H, en forkortelse af hans tidligere navn. Ved WrestleMania XIV lykkedes det Triple H at besejre Owen Hart i en kamp om WWF European Championship.
Efter WrestleMania XIV måtte Shawn Michaels indstille karriere på grund af en rygskade, og derfor overtog Triple H styring af gruppen. Kort efter blev X-Pac (Sean Waltman) medlem af gruppen. Triple H begyndte en fejde med The Rock, der var leder af en anden gruppe wrestlere, Nation of Domination. Ved WWF's SummerSlam lykkedes det Triple H at besejre The Rock i en kamp om WWF Intercontinental Championship. Triple H mistede titlen kort efter på grund af en knæskade. Da Triple H vendte tilbage, var The Rock blevet verdensmester, da han havde vundet WWF Championship i en VM-titelturning ved WWF's Survivor Series. Triple H fik - uden succes - en VM-titelkamp på RAW i januar 1999. Ved WrestleMania XV blev Triple H besejret af Kane.
Ved WWF's SummerSlam i august 1999 udfordrede Triple H den regerende verdensmester Steve Austin til en VM-titelkamp i en triple threat match, hvor også Mankind deltog. Mankind vandt kampen og VM-titlen, men aftenen efter på RAW lykkedes det Triple H at besejre Mankind. Triple H vandt dermed WWF Championship og sin første VM-titel i karrieren.
I september 1999 tabte Triple H VM-bæltet til WWF-ejer Vince McMahon under en episode af SmackDown!. Triple H vandt WWF Championship tilbage kort efter, da han i en six-pack challenge, en kamp med seks deltagere, besejrede Davey Boy Smith, Big Show, Kane, The Rock og Mankind. Triple H besejrede Mr. McMahon ved WWF's Armageddon, og dette satte en større storyline i gang, der dominerede WWF's tv-programmer de næste 17 måneder.

#### McMahon-Helmsley-æraen (2000-2001)
Triple H var efterhånden blevet én af WWF's største stjerner og dømte sig selv "The Game". WWF-kommentator Jim Ross gav ham desuden øgenavnet "The Cerebral Assasin". Under en episode af RAW besejrede han den regerende verdensmester Big Show og vandt WWF Championship for tredje gang den 3. januar 2000.
I starten af det nye årtusinde fejdede han med Mick Foley. Triple H forsvarede VM-titlen mod ham både ved WWF's Royal Rumble i januar og ved No Way Out i en hell in a cell match. Ved WrestleMania 2000 forsvarede Triple H ligeledes WWF Championship, da han besejrede Mick Foley, Big Show og The Rock i en fatal four-way match. Triple H tabte VM-titlen måneden efter til The Rock, men der giv kun tre uger, så kunne "The Game" igen kalde sig verdensmester med sejr over The Rock ved WWF's Judgment Day. Triple H måtte dog endnu en gang se VM-bæltet forsvinde, da han tabte til The Rock ved King of the Ring. Triple H fik muligheden for at vinde WWF Championship ved WWF's SummerSlam i en triple threat match, der også involverede Kurt Angle, men The Rock vandt kampen.
Da Steve Austin vendte tilbage til WWF efter et års pause på grund af skader, indledte Triple H en fejde med ham. Triple H besejrede Austin. Ved WWF's WrestleMania X-Seven blev Triple H besejret af The Undertaker, der er kendt for sin imponerende sejrsrække ved WrestleMania. Aftenen efter blandede Triple H sig i en VM-titelkampen mellem den nykårede verdensmester Steve Austin og The Rock på RAW. Her hjalp han den nye verdensmester og dannede et heel-tagteam med Austin. Derefter lykkedes det Triple H at besejre Chris Jericho i en kamp om WWF Intercontinental Championship, som Triple H vandt for tredje gang i karrieren. I maj 2001 blev Triple H dog skadet og måtte forlade organisationen i en længere periode.

#### Comeback og fejde mod Shawn Michaels (2002)
Triple H vendte tilbage som face-wrestler i januar 2002, og i samme måned vandt den traditionsrige Royal Rumble match ved WWF's Royal Rumble og dermed rettigheden til en VM-titelkamp ved WrestleMania X8. Ved WrestleMania X8 lykkedes det Triple H at besejre den regerende verdensmester Chris Jericho i en kamp om WWF Undisputed Championship, den ubestridte VM-titel i WWF - som var et resultat af, at WCW World Heavyweight Championship og WWF Championship var blevet forenet i 2001. Det var Triple H's femte VM-titel i karrieren. Måneden efter tabte han VM-bæltet til den 12-dobbelte og regerende verdensmester Hulk Hogan ved WWF's Backlash. Triple H fik senere revanche mod Hulk Hogan, der dog i mellemtiden havde tabt VM-titlen, der på grund af WWF's navneskifte til World Wrestling Entertainment (WWE), var blevet omdøbt til WWE Undisputed Championship, til The Undertaker. Triple H tabte sin VM-titelkamp mod The Undertaker ved WWE's King of the Ring.
I sommeren 2002 vendte Shawn Michaels tilbage til WWE som aktiv wrestler efter mere end fire års skadespause. Michaels sluttede sig til heel-gruppen New World Order (nWo), der havde gjort entré i organisationen i starten af 2002, ført an af Kevin Nash (og tidligere Hollywood Hogan). Michaels og Nash forsøgte at få Triple H til at slutte sig til dem. Det så umiddelbart ud til at have lykkedes, men Triple H vendte sig mod sin tidligere D-Generation X-kammerat og ødelagde en genforening af de to. Shawn Michaels gjorde sit comeback til ringen ved WWE's SummerSlam i august 2002, hvor han besejrede Triple H.
I sommeren 2002 var der én VM-titel i WWE: WWE Undisputed Championship. Men WWE var blevet delt op i to brands: RAW og SmackDown!, der også var organisationens to primære, ugentlige tv-programmer. RAW var dog uden en verdensmester, eftersom den regerende verdensmester Brock Lesnar kun wrestlede på SmackDown!. Derfor skabte RAW's adm. direktør, Eric Bischoff, en ny VM-titel: WWE World Heavyweight Championship. Triple H fik foræret den nye VM-titel og var dermed igen verdensmester. Selve bæltet var historisk kendt som Big Gold Belt, der også havde fungeret som fysisk bælte for både NWA World Heavyweight Championship og WCW World Heavyweight Championship. Ved WWE's Unforgiven forsvarede Triple H sin nye VM-titel ved at besejre Rob Van Dam med hjælp fra den 16-dobbelte verdensmester Ric Flair. Triple H tabte dog VM-titlen til Shawn Michaels ved WWE's Survivor Series i november. Måneden efter genvandt han dog VM-titlen i en rematch mod Michaels ved WWE's Armageddon.

#### Evolution (2003-2005)
I januar 2003 dannede Triple H gruppen Evolution sammen med den 16-dobbelte verdensmester Ric Flair og to unge, lovende WWE-talenter, Randy Orton og Batista. Evolution nåede sit højdepunkt efter WWE's Armageddon, eftersom alle fire medlemmer holdt en titel i WWE. Triple H var verdensmester i store dele af 2003, men tabte VM-titlen til Goldberg ved WWE's Unforgiven. Triple H vandt dog titlen tilbage ved Armageddon. Triple H mistede WWE World Heavyweight Championship til Chris Benoit ved WrestleMania XX i en kamp, der også involverede Shawn Michaels.
I løbet af de månederne efter WrestleMania XX fik Triple H flere VM-titelkampe mod Chris Benoit - dog uden succes. Ved WWE's Bad Blood besejrede han dog Shawn Michaels i en hell in a cell match, og WWE's SummerSlam tog han en sejr over Eugene. Triple H blev dog endnu en gang verdensmester, da han ved WWE's Unforgiven besejrede sit tidligere holdkammerat Randy Orton, der havde besejret Benoit for VM-titlen. I november 2004 blev VM-titlen dog erklæret for ledig efter et titelforsvar på RAW. I det nye år ved WWE's New Year's Revolution vandt Triple H en elimination chamber match og blev derved verdensmester for tiende gang i karrieren. Ved WWE's WrestleMania 21 tabte han dog VM-titlen igen - denne gang til et andet tidligere Evolution-medlem, Batista. Triple H tabte to rematches til Batista og tog derefter en pause fra WWE på grund af skader.
Efter fire måneders pause vendte Triple H tilbage til RAW i oktober 2005. Triple H deltog i en tagteam-kamp med sin gamle Evolution-makker Ric Flair, inden han angreb ham med en hammer, og derved indledte en fejde mellem de to. Ved WWE's Taboo Tuesday blev Triple H besejret af den 16-dobbelte verdensmester. Triple H fik dog revanche ved WWE's Survivor Series.

#### Genforening med D-Generation X (2006-2007)
I 2006 fik Triple H tilkæmpet sig en VM-titelkamp mod John Cena om WWE Championship ved WrestleMania 22. I showets main event blev Triple H dog besejret af den regerende verdensmester. Triple H fik flere titelforsøg i de følgende måneder, men uden held. Han gav derefter skylden på WWE-ejer Vince McMahon og indledte en fejde med McMahon-familien. I juni 2006 vendte Shawn Michaels tilbage til WWE, og de to gendannede D-Generation X. Derved blev Triple H for første gang siden 2002 face-wrestler. Triple H og Shawn Michaels besejrede Vince og Shane McMahon ved WWE's SummerSlam. I efteråret indledte D-Generation X en længere fejde med tagteamet Rated-RKO, der bestod af de tidligere verdensmestre Randy Orton og Edge. I en kamp mellem de to tagteams i januar 2007 blev Triple H alvorligt skadet, og han var nødsaget til at tage et halvt års pause og glippede WrestleMania 23 på grund af sin operation.

#### Rekordmange VM-titler (2007-2009)
Triple H vendte tilbage til WWE i august 2007 ved WWE's SummerSlam, hvor han besejrede Booker T. To måneder senere vandt Triple H sin 11. VM-titel i karrieren, da han genoptog sin afbrudte fejde med sin tidligere Evolution-makker Randy Orton og besejrede ham i en kamp om WWE Championship. Det var Triple H's sjette WWE Championship i karrieren. Triple H mistede dog VM-bæltet senere samme aften til Randy Orton i en rematch beordret af Vince McMahon. Triple H fik en rematch ved WrestleMania XXIV, men tabte i VM-titelkampen, der foruden Randy Orton også involverede John Cena. Måneden efter vandt Triple H dog sin 12. VM-titel, da han besejrede tre andre wrestlere - Randy Orton, John Cena og John "Bradshaw" Layfield. Dermed tangerede han The Rocks rekord med at vinde WWE Championship syv gange i karrieren. Triple H holdt fast i VM-titlen i det meste af 2008, men tabte WWE Championship til Edge ved WWE's Survivor Series i november. I februar 2009 slog Triple H alle rekorder, da han ved WWE's Elimination Chamber vandt WWE Championship for ottende gange - og karrieren 13. VM-titel (kun overgået af Ric Flairs 16 VM-titler). Rekorden stod, indtil John Cena vandt WWE Championship for niende (og senere tiende) gang i 2011.

#### Fejde med The Legacy og DX-farvel (2009-2011)
På WWE's ugentlige tv-programmer havde Triple H ofte fejdet med forskellige medlemmer af McMahon-familien, der ejer WWE, heriblandt Vince og hans to børn, Shane og Stephanie. I virkelighedens verden er Triple H dog gift og har børn med Stephanie, så Vince er hans svigerbar, og Shane er hans svoger. For første gang gik Triple ud af sin wrestling-gimmick på tv og fortalte, at han var i familie med McMahon-familien i sin fejde med Randy Orton. Ved WrestleMania XXV mødtes de to rivaler i showets main event i en kamp om WWE Championship. Triple H forsvarede sin VM-titel mod Orton. Måneden efter mistede Triple H dog VM-titlen til Orton. Selv om Triple H fik flere forsøg til at genvinde VM-titlen, holdt Randy Orton fast i bæltet.
Ved WWE's SummerSlam gik Triple H sammen med sin gamle D-Generation X-makker Shawn Michaels og besejrede Randy Ortons nye holdkammerater i heel-gruppen The Legacy, Cody Rhodes og Ted DiBiase. DX tabte til The Legacy måneden efter, men fik revanche ved WWE's Hell in a Cell. Ved WWE's Survivor Series fik Triple H og Shawn Michaels muligheden for at udfordre den regerende verdensmester John Cena i samme VM-titelkamp, men John Cena forsvarede sin VM-titel. Trods uoverensstemmelser i VM-titelkampen holdt DX fast i venskabet, og måneden efter vandt de for første gang WWE Tag Team Championship, da de besejrede de regerende verdensmestre Chris Jericho og Big Show. DX tabte VM-bælterne i februar 2010 til The Miz og Big Show. Kort efter indstillede Shawn Michaels karrieren. Triple H indledte en fejde med Sheamus, og ved WrestleMania XXVI lykkedes det Triple H at besejre ham.

#### The Undertaker vs. Triple H (2011-2012)
WrestleMania XXVI markerede for Triple H et delvist karrierestop og farvel til wrestling på fuld tid - lidt på samme måde som sin gode ven Shawn Michaels, der dog slet ikke har wrestlet siden. Triple H har dog været i ringen ved adskillige lejligheder, primært i højtprofilerede kampe ved WrestleMania og SummerSlam, WWE's to største shows. Ved WrestleMania XXVII forsøgte han for anden gang i karrieren at ødelægge The Undertakers imponerende sejrsrække ved WrestleMania XXVII, men Triple H tabte kampen. I sommeren 2011 fungerede Triple H som WWE's virksomhedsleder (COO) (på tv) og "fyrede" Vince McMahon som WWE's bestyrelsesformand, og i denne periode fejdede han med flere wrestlere, heriblandt tilbagevendte Kevin Nash, der i 1990'erne også var medlem af The Kliq. Triple H besejrede Kevin Nash ved WWE's Tables, Ladders, and Chairs i december.
I 2012 blev Triple H udfordret til endnu en WrestleMania-kamp mod The Undertaker. Kampen blev bestemt til at være en hell in a cell match, og Triple H's gode ven og The Undertakers ærkerival, Shawn Michaels, blev udnævnt som kampens dommer - alligevel kunne Triple H ikke ødelægge The Undertakers imponerende sejrsrække (20-0).
I sommeren 2012 indledte Triple H en fejde med Brock Lesnar, der var vendte tilbage til WWE efter otte års pause. Triple H blev besejret af den tidligere verdensmester ved WWE's SummerSlam i august 2012.

#### The Authority (2013-2015)
Ved SummerSlam i august 2013 var Triple H dommer i VM-titelkampen mellem Randy Orton og Daniel Bryan. Bryan vandt kampen, men umiddelbart efter kampen angreb Triple H den nye verdensmester og igangsatte en ny VM-titelkamp, som fanfavoritten Bryan tabte. Dermed var Triple H igen heel-wrestler og dannede heel-gruppen The Authority, der består af WWE's ledelse (primært hans kone Stephanie McMahon) og en række heel-wrestlere i organisationen.
Fejden mellem The Authority og Daniel Bryan fortsatte ind i 2014, hvor Triple H flere gange forhindrede Daniel Bryan i at vinde VM-titlen. Ved WrestleMania XXX kunne Daniel Bryan besejre Triple H i en kvalifikationskamp om at få adgang til showets main event - en VM-titelkamp om WWE World Heavyweight Championship. Selv om Triple H forsøgte at forhindre Daniel Bryan i at vinde VM-titlen, lykkedes det ham at besejre Randy Orton og Batista. I månederne efter blev Evolution genforenet med Triple H, Randy Orton og Batista, og gruppen fejdede kortvarigt med The Shield.
Under navnet The Authority fortsatte Triple H og hans kone Stephanie McMahon med at styre WWE. Ved WWE's Survivor Series i november 2014 gjorde den tidligere 12-dobbelte verdensmester og "franchise" i WCW Sting sin WWE-debut. Sting konfronterede Triple H og hans måde at styre WWE på. Sting udfordrede Triple H til en kamp ved WrestleMania 31.

## VM-titler
Triple H er en 14-dobbelt verdensmester. Han har vundet VM-titlen alle 14 gange i World Wrestling Entertainment, fordelt med WWE Championship ni gange og WWE's World Heavyweight Championship fem gange. I alt har Triple H været verdensmester i 1.225 dage, hvilket gør Triple H til én af kun 14 wrestlere, der har været verdensmester i mere end 1.000 dage sammenlagt.
| Nr. | VM-titel                           | Modstander     | Org.    | Dato               | Show                  | Dage | Efterfølger    |
| --- | ---------------------------------- | -------------- | ------- | ------------------ | --------------------- | ---- | -------------- |
| 1   | WWF Championship                   | Mankind        | WWF/WWE | 23. august 1999    | RAW                   | 22   | Mr. McMahon    |
| 2   | WWF Championship                   | Ledig          | WWF/WWE | 26. september 1999 | Unforgiven            | 49   | Big Show       |
| 3   | WWF Championship                   | Big Show       | WWF/WWE | 3. januar 2000     | RAW                   | 118  | The Rock       |
| 4   | WWF Championship                   | The Rock       | WWF/WWE | 21. maj 2000       | Judgment Day          | 35   | The Rock       |
| 5   | WWF Undisputed Championship        | Chris Jericho  | WWF/WWE | 17. marts 2002     | WrestleMania X8       | 35   | Hulk Hogan     |
| 6   | World Heavyweight Championship     | Ingen1         | WWF/WWE | 2. september 2002  | RAW                   | 76   | Shawn Michaels |
| 7   | World Heavyweight Championship     | Shawn Michaels | WWF/WWE | 15. december 2002  | Armageddon            | 280  | Goldberg       |
| 8   | World Heavyweight Championship     | Goldberg2      | WWF/WWE | 14. december 2003  | Armageddon            | 91   | Chris Benoit   |
| 9   | World Heavyweight Championship     | Randy Orton    | WWF/WWE | 12. september 2004 | Unforgiven            | 85   | Ledig          |
| 10  | World Heavyweight Championship     | Ledig          | WWF/WWE | 9. januar 2005     | New Year's Revolution | 84   | Batista        |
| 11  | WWE Championship                   | Randy Orton3   | WWF/WWE | 7. oktober 2007    | No Mercy              | 0    | Randy Orton    |
| 12  | WWE Championship                   | Randy Orton4   | WWF/WWE | 27. april 2008     | Backlash              | 210  | Edge           |
| 13  | WWE Championship                   | Edge5          | WWF/WWE | 25. januar 2009    | No Way Out            | 70   | Randy Orton    |
| 14  | WWE World Heavyweight Championship | Roman Reigns6  | WWF/WWE | 24. januar 2016    | Royal Rumble          | 70   | Roman Reigns   |

1 Triple H fik titlen foræret af Eric Bischoff, der lige havde etableret den nye VM-titel på RAW.

2 Kampen var en triple threat match, der også involverede Kane

3 Kampen var en elimination chamber match, der også involverede Chris Benoit, Chris Jericho, Randy Orton, Batista og Edge.

4 Kampen var en fatal four-way match, der også inkluderede også John Cena og JBL

5 Kampen var en elimination chamber match, der også inkluderede Jeff Hardy, Vladimir Kozlov, The Undertaker og Big Show.

6 Kampen var en Royal Rumble match, der inkluderede 29 andre wrestere, heriblandt den forsvarende verdensmester Roman Reigns